# Ichneutes koreanus
Ichneutes koreanus är en stekelart som beskrevs av Sergey A. Belokobylskij och Ku 1998. Ichneutes koreanus ingår i släktet Ichneutes och familjen bracksteklar. Inga underarter finns listade i Catalogue of Life.